# 大貫亞美
大貫亞美（日语：／ Ōnuki Ami，1973年9月18日—），日本女歌手。東京都町田市出生，成長於神奈川縣橫濱市綠區。身高155cm。A型血。本名小橋亞美（こばし-，舊姓：大貫）。在北美英文暱名「Jane」。流行組合「帕妃」成員。丈夫是搖滾樂團「GLAY」主唱TERU。

## 概要
大貫亞美最初計劃以個人身份出道，在Velvet Crush等人的製作下進行錄音，但她最終與吉村由美組成了帕妃，並於1996年以單曲《亞細亞的純真》出道。由於意外的成功，吉村也製作了個人專輯，以大貫亞美和吉村由美的名義發行專輯《solosolo》，但從那時起她一直以帕妃的身份繼續她的音樂活動至今。
其他活動包括為雜誌撰寫連載文章、翻譯羅德尼·艾倫·格林布拉特的圖畫書以及出演電視劇和廣告。
作為帕妃的位置在右邊。

## 人物
她聲稱自己的愛好是「一切黑暗的事物」，並在她的部落格上發布了她編織、刺繡和縫紉的照片。她基本上非常熟練並且可以很好地完成任何事情（根據由美的說法）。她還擔任帕妃的插畫家，在他們的巡迴商品上展示自己的技能。
興趣：收集雜物。她也喜歡兔子，擁有許多與兔子相關的物品，並且實際上養了一隻兔子作為寵物。名叫「巧比」。她目前擁有一隻名叫「龜丸」的希臘陸龜。
非常熱愛漫畫，她說她一生中的大部分時間都是從漫畫中學習到的，她做過各種配音，出現在漫畫封面上，發表過片尾評論，並以自己的身份出現（《烏龍派出所》、《鬍子OL藪內笹子》等等）。
她有追隨潮流的傾向，從出道以來一直負責她編舞的南龍石透露「亞美曾經追隨潮流，並被木瓜鈴木、Kaba-chan、真島茂樹等人的編舞分散了注意力，但 由美阻止了她」。
她的左腿上有一隻兔子刺青。
她與演員菅野美穗是長達20年的摯友。

## 來歷
- 1973年9月18日出生，是家中的第二個孩子。
- 1978年4月，進入私立金絲雀幼兒園。
- 1980年4月，進入町田市立忠生第七小學就讀。
- 1982年，她隨家人移居韓國（首爾）。
- 1986年，她的哥哥城司因病去世。返回日本。4月，進入橫濱市立中山中學（日语：横浜市立中山中学校）就讀。加入劍道社。
- 1989年4月，進入神奈川縣立荏田高等學校（日语：神奈川県立荏田高等学校）就讀。搖滾樂團「Hanoi Sex」成立。
- 1991年，通過SONYSD試鏡。
- 1992年4月，進入神田外語學院（日语：神田外語学院）就讀。
- 1993年1月，作為Olive（日语：Olive (雑誌)）研究團隊的一員，參加了松任谷由實巡迴演唱會（日语：TEARS AND REASONS TOUR 1992-1993）的一日合唱體驗。
- 1996年5月，以單曲《亞細亞的純真》作為帕妃之一員出道。
- 1997年7月，以單曲《HONEY》單獨出道。
- 1998年，出演朝日電視台新年特別歷史劇《次郎長三國志：二十八人的鬥爭之旅！（日语：次郎長三国志 勢揃い二十八人衆喧嘩旅!）》飾演一位名叫亞美的城鎮女孩。
- 2001年9月，她的左腳踝韌帶斷裂。
- 2002年4月28日，與GLAY的TERU結婚。
- 2002年9月，品牌組合「Rompus」成立。
- 2003年3月9日，長女出生。
- 2009年，Merrythought（日语：メリーソート）發售了其原始設計的CHEEKY泰迪熊。

## 逸事
小時候，她是杉良太郎的忠實粉絲，每週都期待著看電視劇《遠山之金先生》。她會一點一點地聽主題曲「隙縫風」的歌詞，並把它們記下來。
由於在韓國度過了4年小學時光，她並不了解當時日本的流行趨勢，更喜歡聽披頭四和大衛·鮑伊等西方音樂。此外，由於滑冰是韓國冬季體育課的一部分，她在電視節目中展示了自己的滑冰和直排輪實力。
進入高中後，她考了摩托車駕照（僅限中型車，現在是普通摩托車駕照），經常和父親一起去海邊旅遊。高中2年級時，她為了好玩組了一支搖滾樂隊，並擔任主唱。據說，由於她的成績優異，她被保送入學了。
有一次，她讀《湘南純愛組！》讀到深夜，站起來準備睡覺時，雙腿麻木，沒有知覺，所以她站在腳上，結果韌帶撕裂，這充分表明了她熱愛漫畫的愛好。由於當時正在巡迴演出，她無法在緊接著的演出中跳舞，她在電視節目（例如《月光音樂團》）上表示，她感到非常懊悔。
多年來，她一直是《烏龍派出所》的忠實粉絲，尤其是中川圭一的忠實粉絲。這導致她出現在故事中，並在故事中與中川圭一約會。
她喜歡釣魚，甚至在巡迴的空閒時間，她也會和其他成員一起去釣魚。由於揮竿過度，得了腱鞘炎。擁有4級小船操作員執照。持有四級小船操作員執照。她也在《笑一笑又何妨！》節目中表示，自己經常在假期和孩子們一起去釣魚池。
她與演員菅野美穗是好朋友，她們經常在電視節目中談論彼此的經歷。她與橫山健是好朋友，他們互相參與對方的作品，並互相為對方寫歌。

## 演出

### 廣告
- 大發「Move Latte（日语：ダイハツ・ムーヴラテ）」
  - （2004年8月24日—）
  - （2004年9月—） 與光岡湧太郎、下山葵（日语：下山葵）共演
  - （2004年11月—）
  - （2004年12月—） 與光岡湧太郎共演
  - （2005年2月—） 與光岡湧太郎、關塚共演
  - （2005年6月—） 此片以降與同屬PUFFY的吉村由美共演
  - （2005年11月—） 與吉村由美、小川庄司共演
  - （2006年5月—） 與吉村由美共演

### 電視節目
- 韓文電視講座（日语：テレビでハングル講座）（2018年4月4日—，NHK教育）—學生

關於帕妃的演出，請參閱「帕妃」

## 音樂作品
- 單曲「HONEY（日语：Honey/ただいま）」（1997年）
- 專輯「solosolo」（1997年）

## 譯書
- 霹靂兔（日语：サンダーバニー）（1997年）
- 伊皮阿姨的廢棄博物館（1999年）
- 霹靂兔與神奇喵喵（2000年）
- 霹靂兔與小比比的彩虹日（2002年）
- 霹靂兔與夏普普（2010年）

## 腳註

## 外部連結
- PUFFY （页面存档备份，存于） （日語）—帕妃的官方網站。
- Puffy AmiYumi World （日語）
- PUFFY 大貫亞美的Instagram帳戶 （日語）